# MV Agusta 125 Bialbero

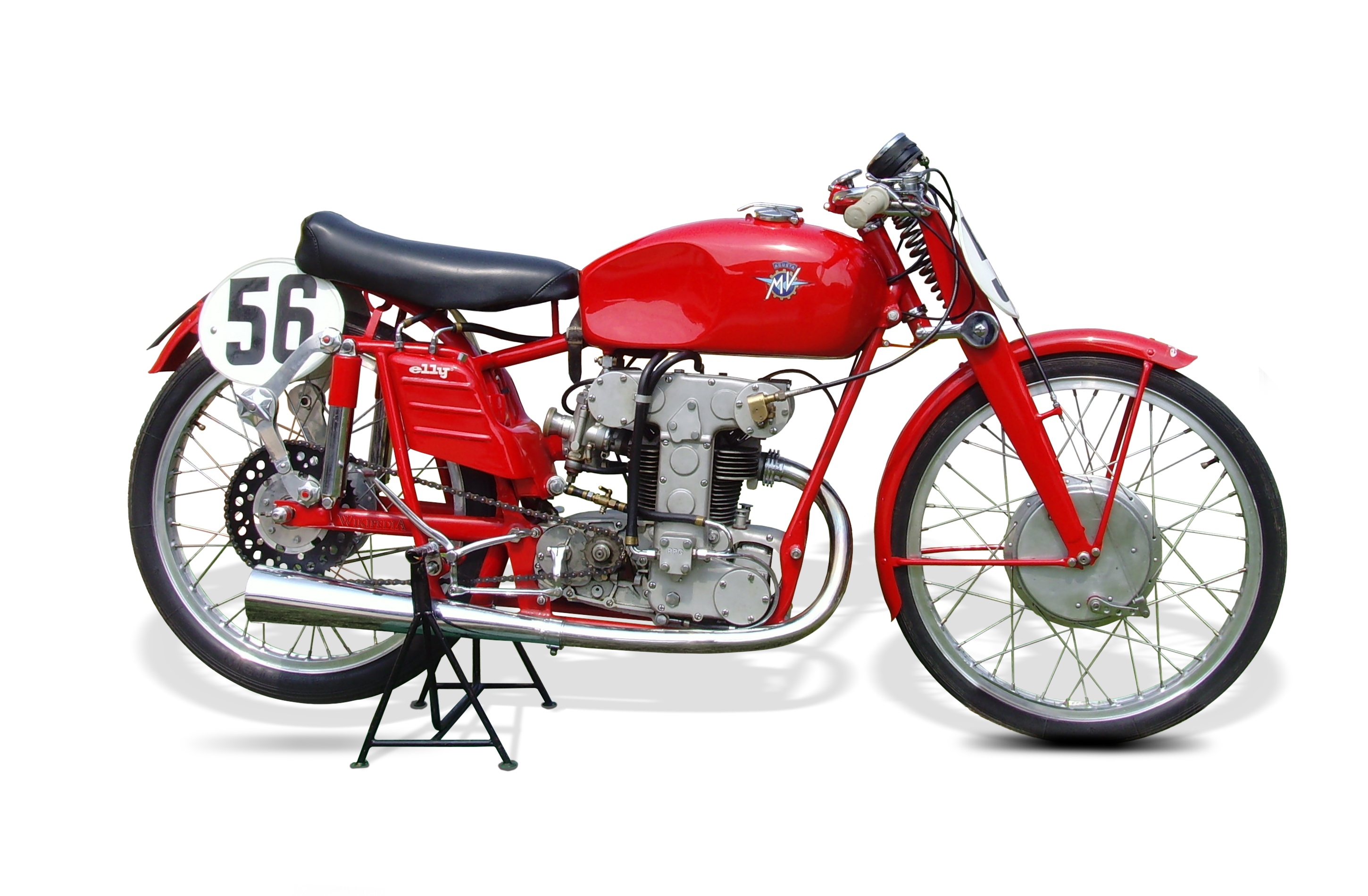
Eine MV Agusta 125 Bialbero in der frühen Version von 1950

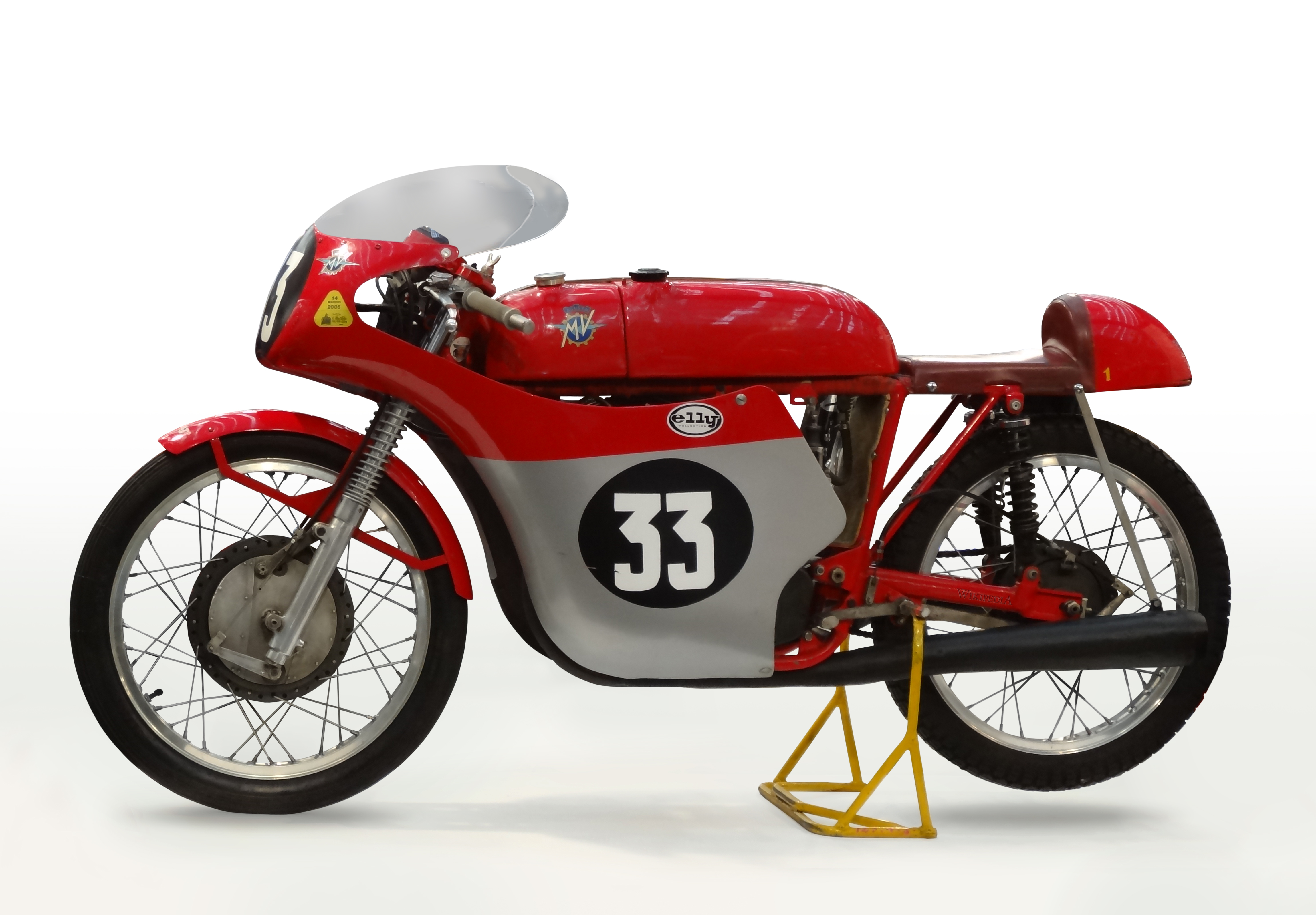
Die Corse 125 Bialbero auf dem letzten Entwicklungsstand (ca. 1960)

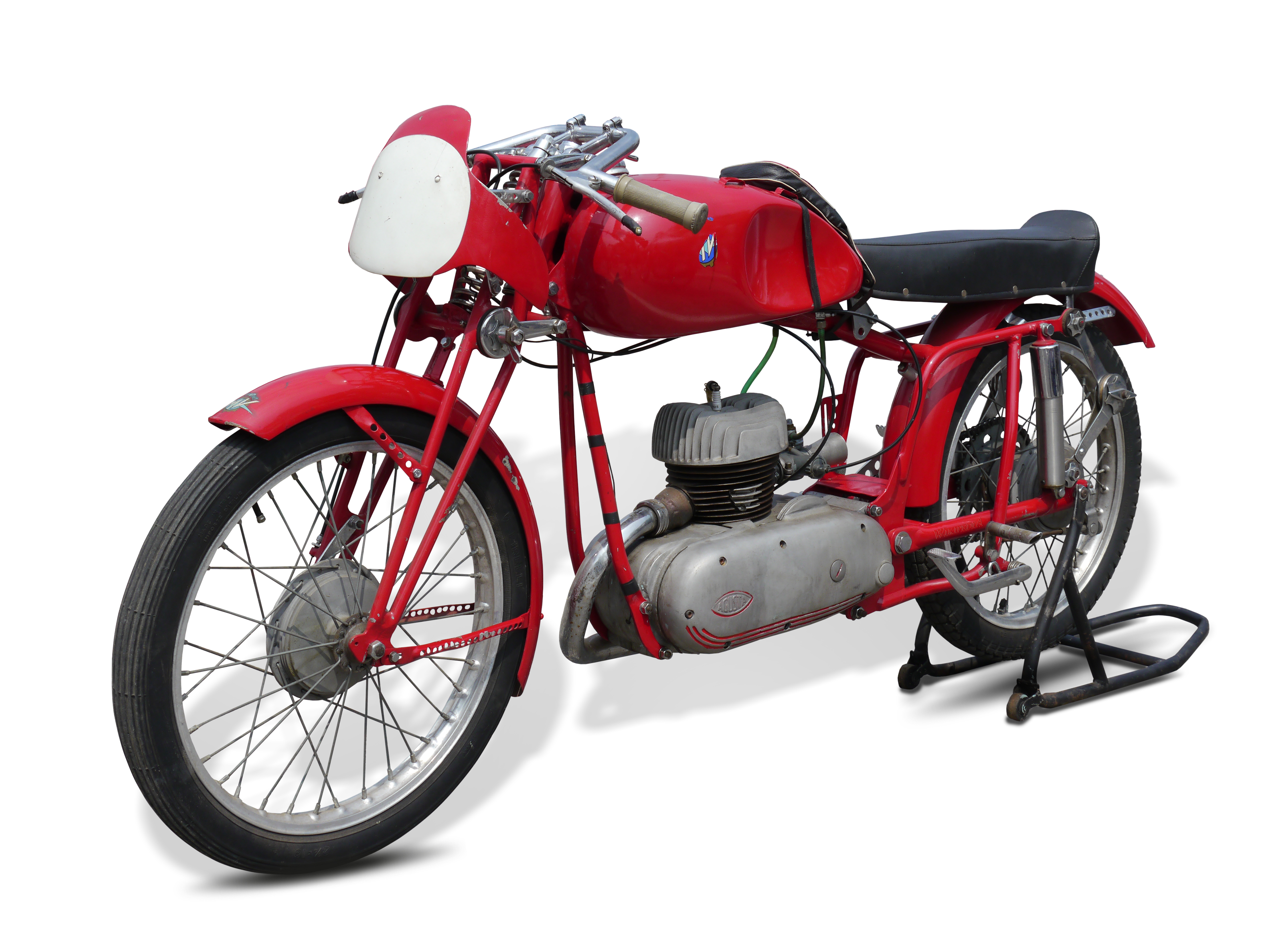
Eine MV Agusta 125 Motore Lungo mit Zweitaktmotor: ihre abnehmende Konkurrenzfähigkeit führte zur Entwicklung der Viertakt-Bialbero

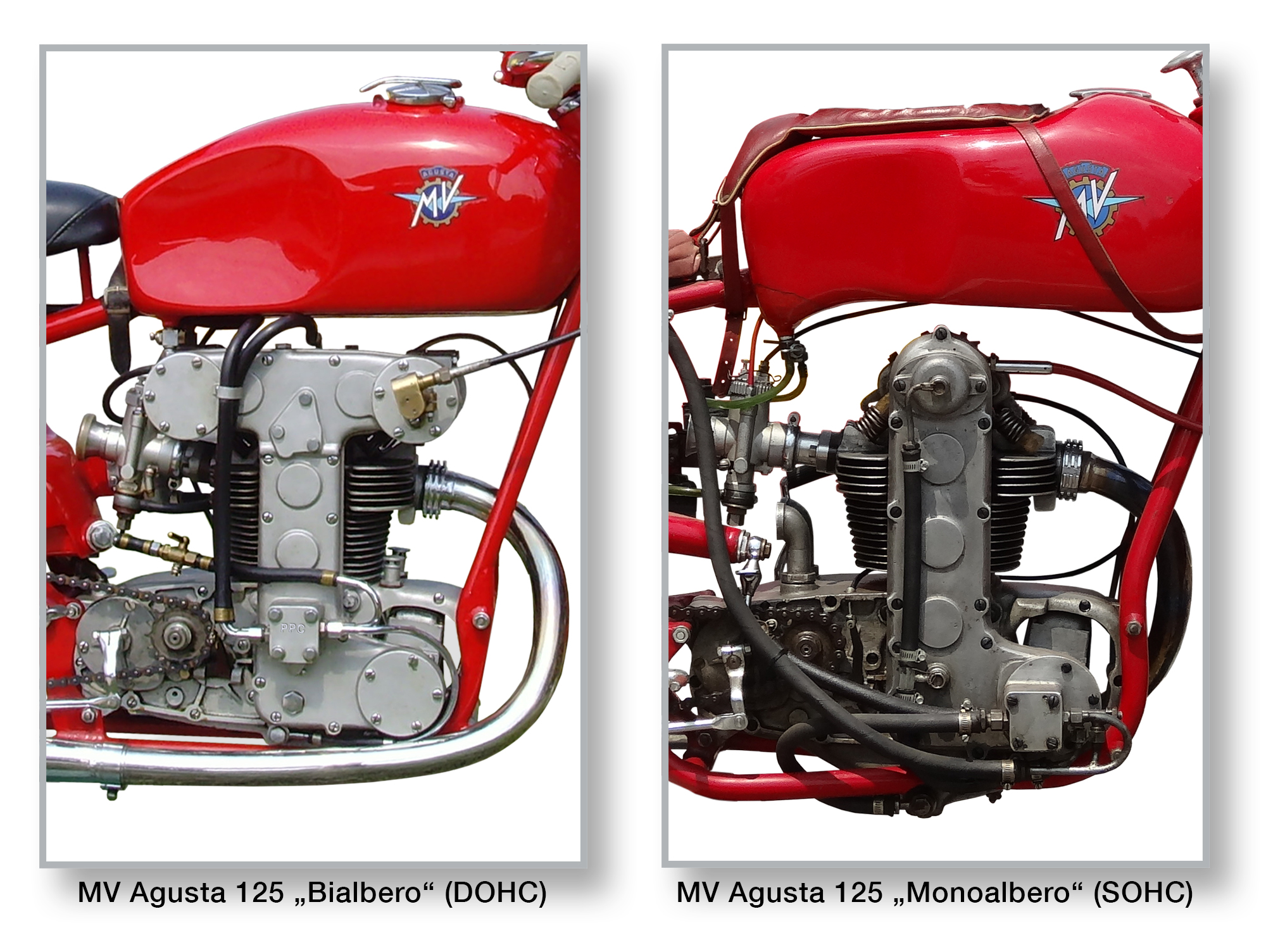
Motoren der MV Agusta 125 Bialbero (DOHC) und Monoalbero (SOHC) in der Gegenüberstellung

Die MV Agusta 125 Bialbero war eine 125-cm³-Werksrennmaschine des italienischen Herstellers MV Agusta, die zwischen 1950 und 1960 vom Werksteam „Reparto corse“ eingesetzt wurde. Der Name Bialbero (deutsch „Doppelwelle“) bezieht sich auf die beiden obenliegenden Nockenwellen der Maschine und dient auch zur Unterscheidung von der im gleichen Zeitraum gebauten und für Privatfahrer käuflichen 125 Monoalbero mit einer obenliegenden Nockenwelle.
In ihrer zehnjährigen Einsatzzeit wurde die 125er Bialbero ständig technisch an Motor und Fahrwerk überarbeitet. Dadurch ist eine klar abgegrenzte Typisierung schwer.
Mit den Maschinen wurden 34 Grands Prix, 6 Fahrerweltmeisterschaften und 7 Herstellerweltmeisterschaften in der Motorrad-WM gewonnen. Außerdem wurden 4 italienische Meisterschaften und 10 nationale Meisterschaften in anderen Ländern gewonnen.

## Hintergrund
Bald nach der Gründung als eigenständiges Unternehmen neben der Muttergesellschaft Agusta und hauptsächlich auf Initiative ihres Motorradrennsport-begeisterten Chefs Domenico Agusta stieg MV Agusta 1949 in den Formelsport ein. Erste Rennen in der 125er-Klasse mit einem 8-PS-Zweitaktmotor, wie er zum Beispiel in der MV Agusta Corse 125 Tre Marche oder der MV Agusta 125 Motore Lungo zum Einsatz kam, brachten zwar gute Ergebnisse, zeigten aber, dass die stärkeren Viertaktmotoren von zum Beispiel F.B Mondial und Moto Morini überlegen waren.
Daraufhin holte Domenico Agusta mit Piero Remor und Arturo Magni zwei neue Mitarbeiter, die bis dahin für Gilera gearbeitet hatten und dort für die Gilera 500 4C verantwortlich gewesen waren. Remor hatte sogar seine Konstruktionszeichnungen mitgenommen. MV Agusta konnte davon bei der Entwicklung der MV Agusta 500 4C sehr profitieren, aber Remors erste Aufgabe bestand darin, einen 125-cm³-Viertaktmotor zu bauen. Diese anspruchsvolle Entscheidung war für die weitere Unternehmensgeschichte richtungweisend, da sie eine klare Trennlinie zwischen den Serienmodellen und den „Rennmaschinen“ zog. Einen ähnlichen Weg wählte zum Beispiel auch Ferrari.

## Das Motorrad
Der Motor der 125 Bialbero war ein luftgekühlter Einzylinder-Viertaktmotor mit zwei obenliegenden Nockenwellen (DOHC), die über eine Zahnradkaskade aus Stirnrädern angetrieben wurden. Die Ventile standen in einem Winkel von 90° zueinander und wurden durch offen liegende Schenkelfedern, sogenannte Haarnadelfedern geschlossen. Bis 1954 gab es eine Magnetzündung, ab 1955 wurden jedoch Doppelzündspulen mit einem Wippschalter zum Umschalten verwendet. Die Leistung stieg von rund 12 PS (8,8 kW) im Jahr 1950 auf rund 20 PS (15 kW) bis zum Jahr 1960.
Das Fahrwerk wurde ebenso wie der Motor über die Jahre mehrfach modifiziert. Der Rahmen bestand aus Stahlrohr mit einer geschlossenen Doppelschleife (zwei Unterzugrohre) und blieb weitgehend unverändert. Der Öltank für die Motorschmierung befand sich zunächst an der konventionellen Stelle unter der Sitzbank, wurde aber Mitte der 1950er Jahre nach oben zum Benzintank verlegt, zuerst separat hinter dem Tank, später in einer Zweikammer-Kombination. Die anfangs eingesetzte Trapezgabel wurde später durch eine sogenannte Earles- und gegen Ende der Einsatzzeit gegen eine Teleskopgabel ersetzt. Auch die Bremsen wurden der wachsenden Leistung der Bialbero angepasst.
Nach dem Verbot der glockenförmigen Vollverkleidungen (Ende 1957) hatte die 125 Bialbero eine Teilverkleidung, wie auf dem zweiten Bild von oben.

## Entwicklung und Varianten

### 1953: Die 125er „Monoalbero“
Nachdem die 1950 eingesetzten Werksrennmaschinen Corse 125 Bialbero sehr schnell erfolgreich waren, beschloss Agusta auf dieser Basis ein Motorrad für den ambitionierten Privatfahrer auf den Markt zu bringen. 1952 wurde die Maschine als MV Agusta 125 Sport Competizione (Monoalbero) erstmals auf dem Mailänder Autosalon präsentiert.

### 1954: Die „175er“ Bialbero
Um gegenüber Moto Morini und F.B Mondial nicht ins Hintertreffen zu geraten, die in der 175-cm³-Klasse antraten, wurde 1954 auf Basis der 125-cm³-Maschine eine Version mit 175 cm³ entwickelt. Die Bohrung wurde (bei beibehaltenem Hub von 56 mm) auf 64 mm vergrößert, um einen Hubraum von 174 cm³ zu erreichen. 
Eine weitere, in besonderer Weise überarbeitete MV Corse 175 wurde unter der Typen-Bezeichnung MV Agusta 175 CSS Squalo Bialbero entwickelt: Ihr lag der SOHC-Serienmotor (also die Version mit nur einer Nockenwelle) der MV Agusta 175 CSS zu Grunde, auf den ein DOHC-Kopf angepasst wurde. 

### 1958: Die 125 „Giggia“ Bialbero Desmodromico (Prototyp)
MV Agusta begann 1958 einen Prototyp mit der Bezeichnung „Giggia“ Bialbero Desmodromico zu entwickeln, bei dem die Ventilsteuerung des 125-cm³-Motors desmodromisch geregelt wurde. Dafür wurde nach ersten Tests ein komplett neuer Zylinderkopf entworfen. Die Pläne stammten von Ruggero Mazza, der aus der Rennabteilung von Ducati kam. Erste Tests fanden Anfang 1959 statt, und Tarquinio Provini startete mit der Desmodromico im ersten Rennen der italienischen Meisterschaft (am 31. März in Monza), doch aus unbekannten Gründen wurde die Maschine für den Rest der Saison nicht mehr eingesetzt. Das Projekt wurde nach der Saison 1960 eingestellt, da sowohl MV Agusta als auch Ducati aus wirtschaftlichen Gründen ihre Engagement in dieser Hubraumklasse beendeten, und weil Honda ab 1961 in die 125er-Meisterschaft einstieg.

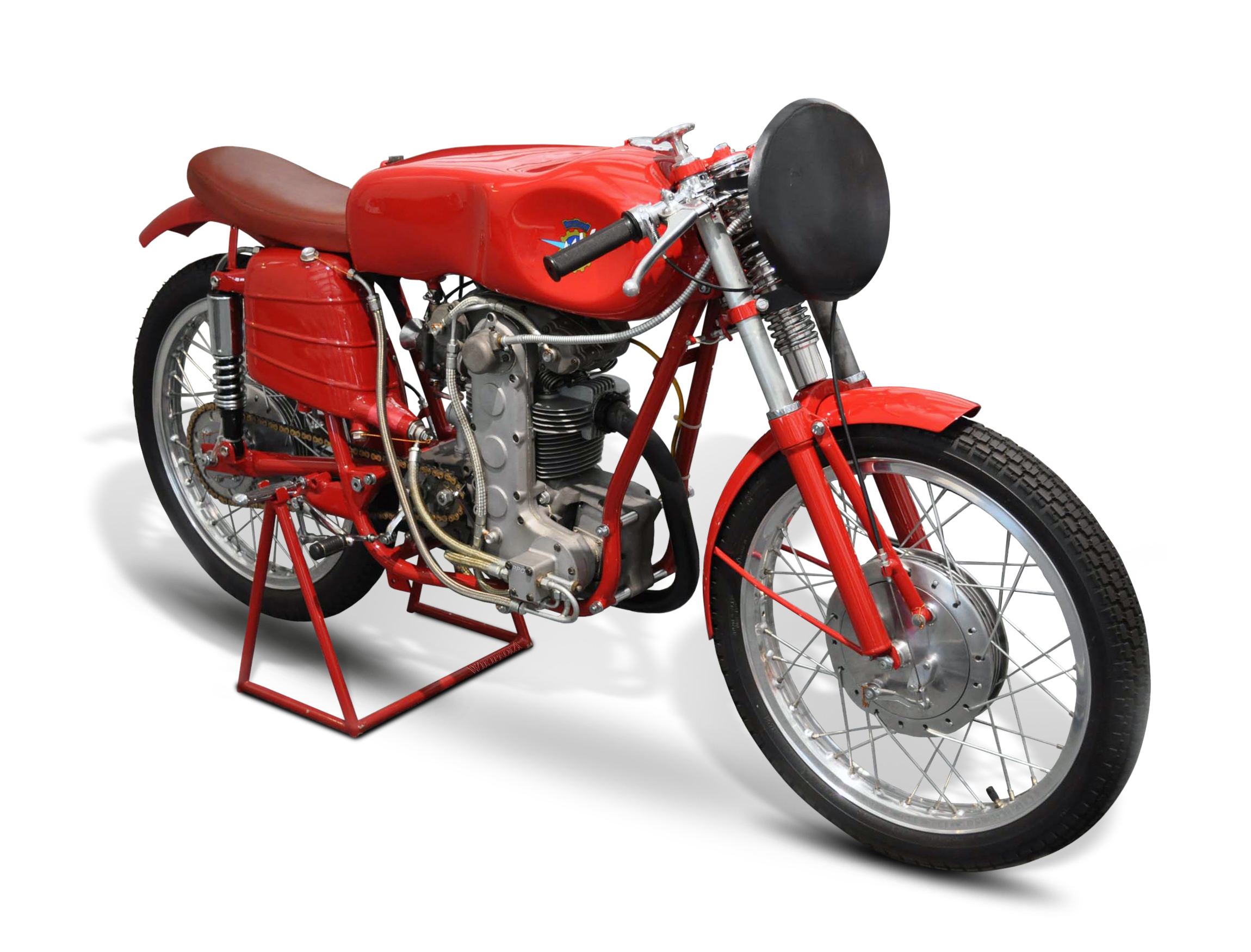
Eine 125 Bialbero in einer „Zwischenstufe“ mit schon deutlich sichtbar weiterentwickeltem Motor und Fahrwerk (1953)
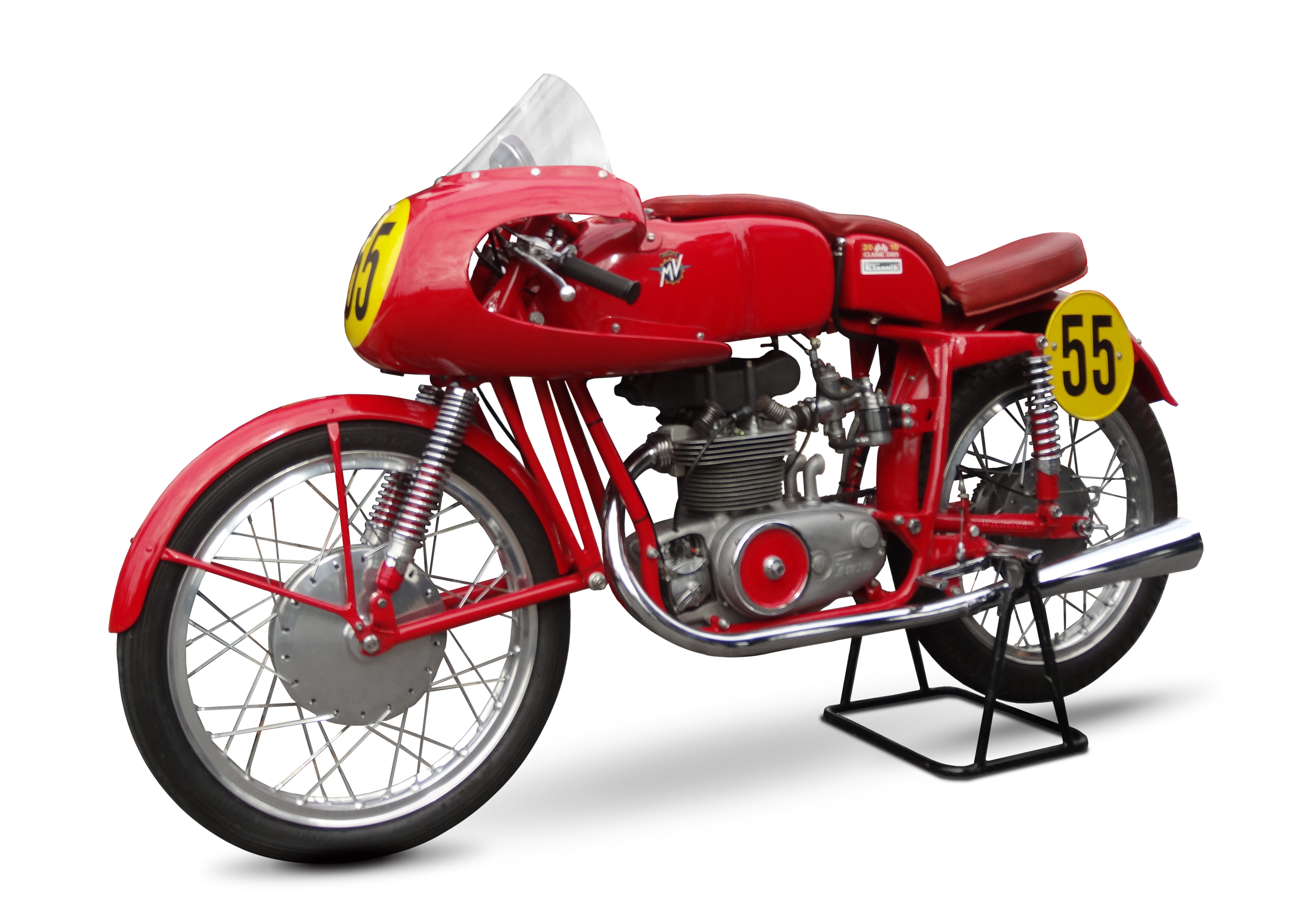
Eine 125er Bi mit geschobener Langarmschwinge (ab 1952) und hinter dem Benzintank platzierten Öltank (ab 1955)
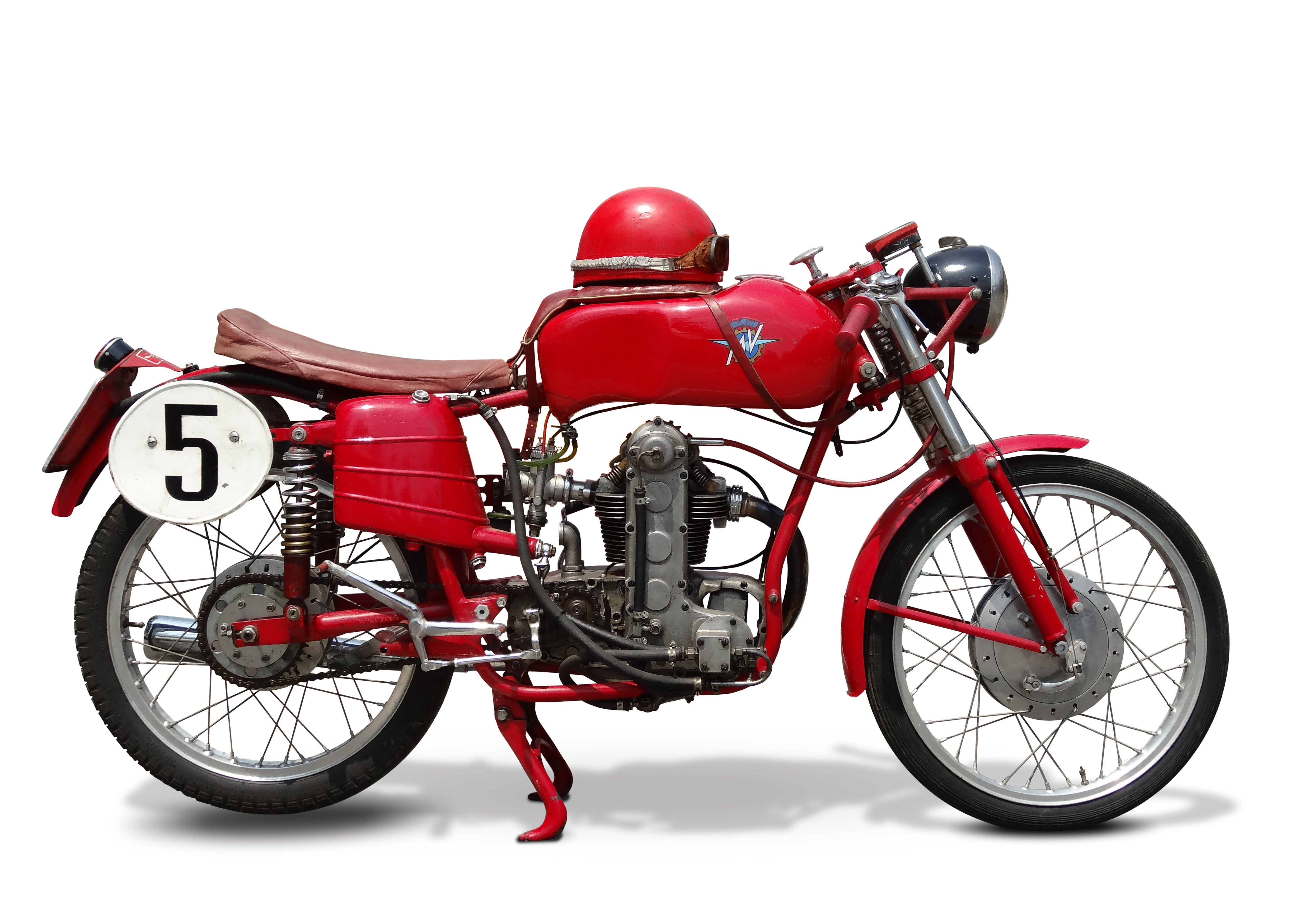
Eine MV Agusta 125 Sport Competizione, – meist einfach 125er Monoalbero genannt – die auch für Privatfahrer verfügbar war (ab 1953)
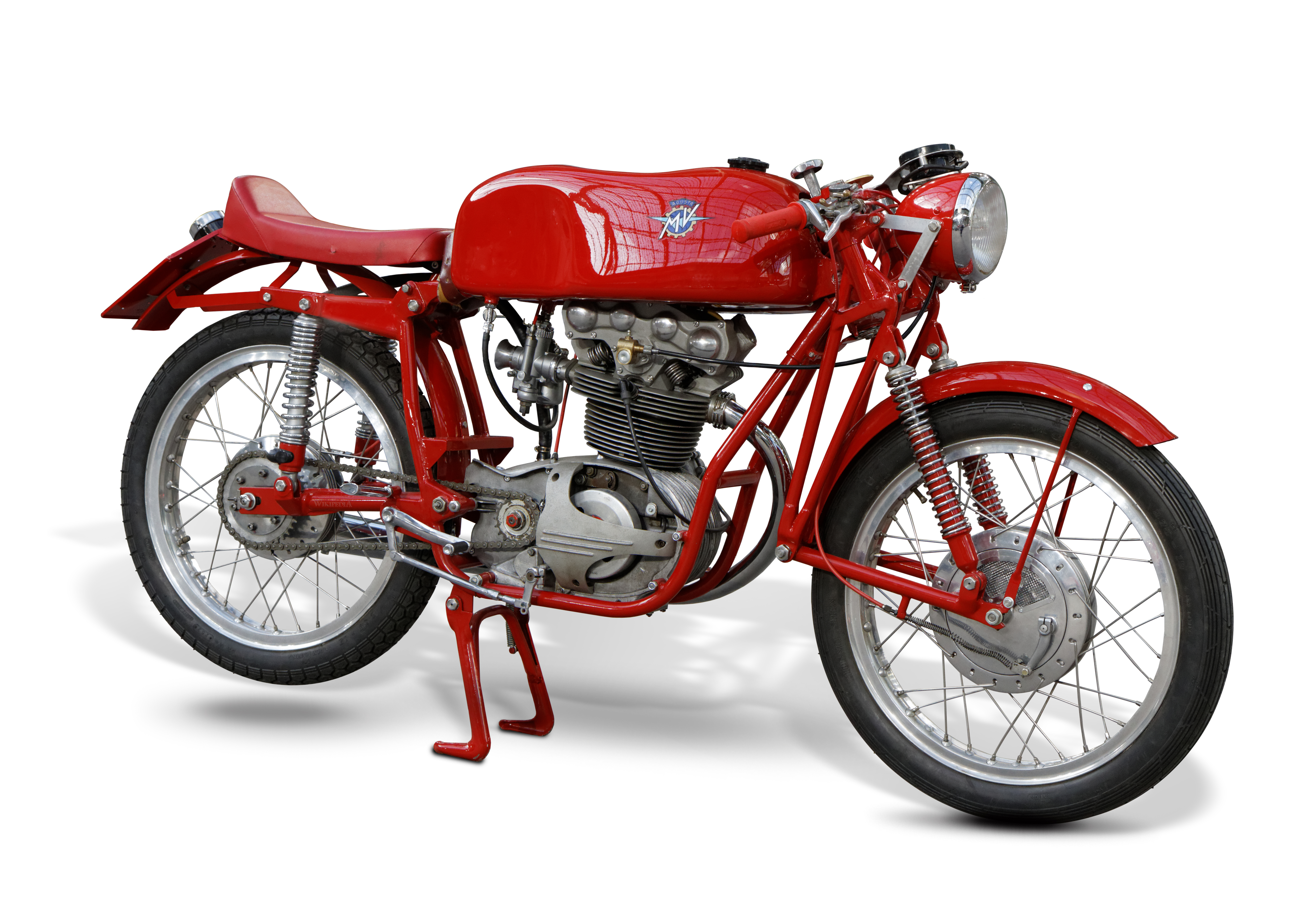
Eine seltene MV Agusta 175 CSS Squalo Bialbero (ab 1954)
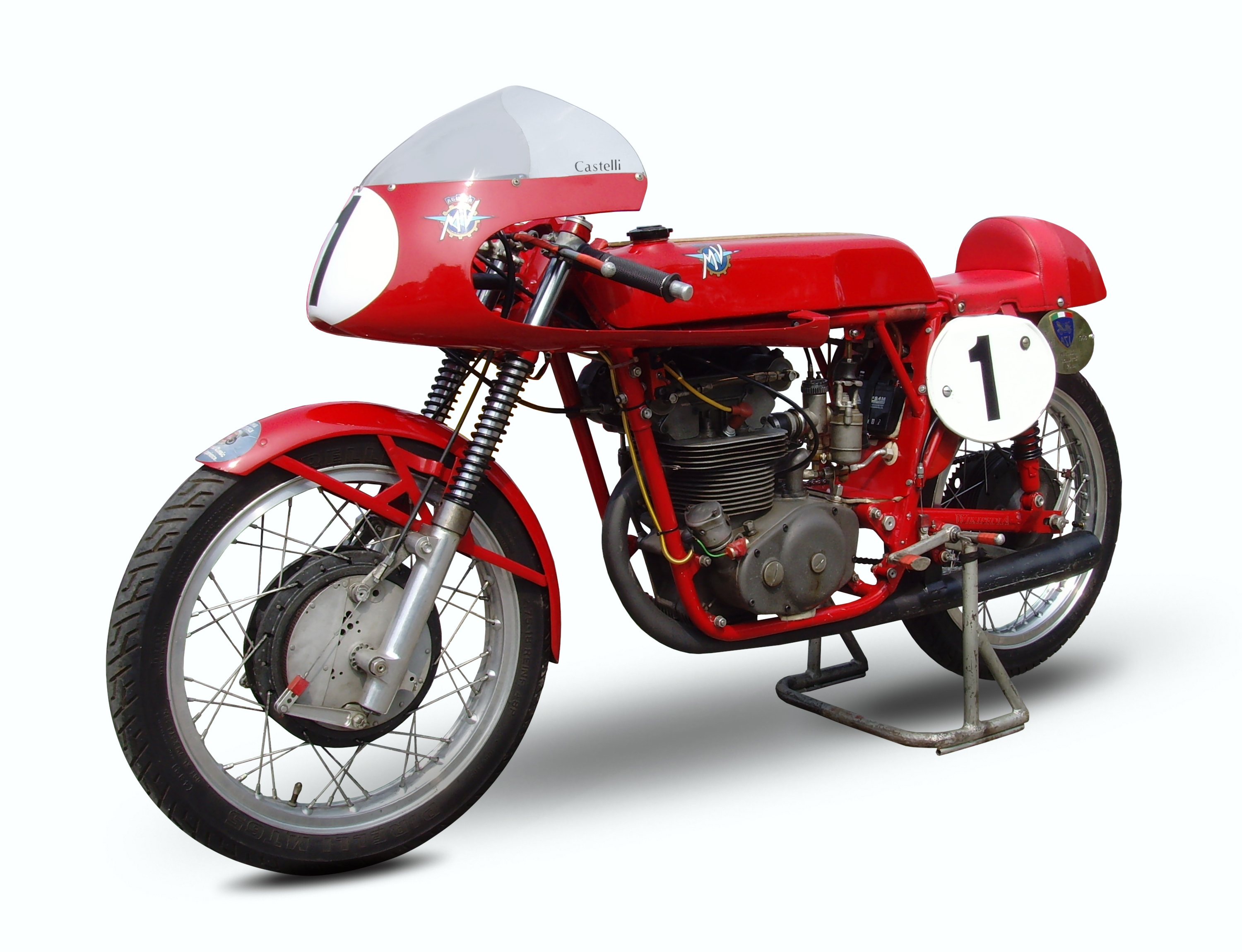
Der Prototyp MV Agusta 125 'Giggia' Bialbero Desmodromico mit desmodromischer Ventilsteuerung (1959)

## Technische Daten (125 cm³ Version)
Anmerkung: Bei abweichenden Informationen im Internet wurden die Daten aus der vorliegenden Literatur eingesetzt.
|                        | 1950 | 1951 | 1952 | 1953 | 1954 | 1955 | 1956 | 1957 | 1958 | 1959 | 1960 |
| Motor                  | Motor | Motor | Motor | Motor | Motor | Motor | Motor | Motor | Motor | Motor | Motor |
| ---------------------- | --- | --- | --- | --- | --- | --- | --- | --- | --- | --- | --- |
| Bauart                 | 1 Zylinder; 4 Takt; je 1 Saug- u. Druck-Zahnradpumpe; zwei obenliegende Nockenwellen (DOHC), über Zahnräder angetrieben; luftgekühlt | 1 Zylinder; 4 Takt; je 1 Saug- u. Druck-Zahnradpumpe; zwei obenliegende Nockenwellen (DOHC), über Zahnräder angetrieben; luftgekühlt | 1 Zylinder; 4 Takt; je 1 Saug- u. Druck-Zahnradpumpe; zwei obenliegende Nockenwellen (DOHC), über Zahnräder angetrieben; luftgekühlt | 1 Zylinder; 4 Takt; je 1 Saug- u. Druck-Zahnradpumpe; zwei obenliegende Nockenwellen (DOHC), über Zahnräder angetrieben; luftgekühlt | 1 Zylinder; 4 Takt; je 1 Saug- u. Druck-Zahnradpumpe; zwei obenliegende Nockenwellen (DOHC), über Zahnräder angetrieben; luftgekühlt | 1 Zylinder; 4 Takt; je 1 Saug- u. Druck-Zahnradpumpe; zwei obenliegende Nockenwellen (DOHC), über Zahnräder angetrieben; luftgekühlt | 1 Zylinder; 4 Takt; je 1 Saug- u. Druck-Zahnradpumpe; zwei obenliegende Nockenwellen (DOHC), über Zahnräder angetrieben; luftgekühlt | 1 Zylinder; 4 Takt; je 1 Saug- u. Druck-Zahnradpumpe; zwei obenliegende Nockenwellen (DOHC), über Zahnräder angetrieben; luftgekühlt | 1 Zylinder; 4 Takt; je 1 Saug- u. Druck-Zahnradpumpe; zwei obenliegende Nockenwellen (DOHC), über Zahnräder angetrieben; luftgekühlt | 1 Zylinder; 4 Takt; je 1 Saug- u. Druck-Zahnradpumpe; zwei obenliegende Nockenwellen (DOHC), über Zahnräder angetrieben; luftgekühlt | 1 Zylinder; 4 Takt; je 1 Saug- u. Druck-Zahnradpumpe; zwei obenliegende Nockenwellen (DOHC), über Zahnräder angetrieben; luftgekühlt |
| Zylinder               | Leichtmetall | Leichtmetall | Leichtmetall | Leichtmetall | Leichtmetall | Leichtmetall | Leichtmetall | Leichtmetall | Leichtmetall | Leichtmetall | Leichtmetall |
| Zylinderkopf           | Leichtmetall | Leichtmetall | Leichtmetall | Leichtmetall | Leichtmetall | Leichtmetall | Leichtmetall | Leichtmetall | Leichtmetall | Leichtmetall | Leichtmetall |
| Bohrung × Hub          | 52 × 58 mm | 52 × 58 mm | 52 × 58 mm | 53 × 56 mm | 53 × 56 mm | 53 × 56 mm | 53 × 56 mm | 53 × 56 mm | 53 × 56 mm | 53 × 56 mm | 53 × 56 mm |
| Hubraum                | 123,2 cm³ | 123,2 cm³ | 123,2 cm³ | 123,5 cm³ | 123,5 cm³ | 123,5 cm³ | 123,5 cm³ | 123,5 cm³ | 123,5 cm³ | 123,5 cm³ | 123,5 cm³ |
| Verdichtung            | 9,5 : 1 | 9,5 : 1 | 9,5 : 1 | 9,5 : 1 | 9,5 : 1 | 9,5 : 1 | 9,5 : 1 | 9,5 : 1 | 9,5 : 1 | 9,5 : 1 | 11 : 1 |
| Vergaser               | Dell’Orto SS 25 A | Dell’Orto SS 25 A | Dell’Orto SS 25 A | Dell’Orto SS 25 A | Dell’Orto SS 25 A | Dell’Orto SS 25 A | Dell’Orto SS 25 A | Dell’Orto SS 25 A | Dell’Orto SS 25 A | Dell’Orto SS 25 A | Dell’Orto SS 25 A |
| Schmierung             | Je eine Saug- und Druck-Zahnradpumpe                                                                                                 | Je eine Saug- und Druck-Zahnradpumpe                                                                                                 | Je eine Saug- und Druck-Zahnradpumpe                                                                                                 | Je eine Saug- und Druck-Zahnradpumpe                                                                                                 | Je eine Saug- und Druck-Zahnradpumpe                                                                                                 | Je eine Saug- und Druck-Zahnradpumpe                                                                                                 | Je eine Saug- und Druck-Zahnradpumpe                                                                                                 | Je eine Saug- und Druck-Zahnradpumpe                                                                                                 | Je eine Saug- und Druck-Zahnradpumpe                                                                                                 | Je eine Saug- und Druck-Zahnradpumpe                                                                                                 | Je eine Saug- und Druck-Zahnradpumpe                                                                                                 |
| Antrieb                | | | | | | | | | | | |
| Kupplung               | Ölbadlamellenkupplung | Ölbadlamellenkupplung | Ölbadlamellenkupplung | Ölbadlamellenkupplung | Ölbadlamellenkupplung | Ölbadlamellenkupplung | Ölbadlamellenkupplung | Ölbadlamellenkupplung | Ölbadlamellenkupplung | Ölbadlamellenkupplung | Ölbadlamellenkupplung |
| Getriebe               | angeblockt, 1950: 4 Gänge | 1951–1954: 5 Gänge | 1951–1954: 5 Gänge | 1951–1954: 5 Gänge | 1951–1954: 5 Gänge | 1955–1960: 7 Gänge | 1955–1960: 7 Gänge | 1955–1960: 7 Gänge | 1955–1960: 7 Gänge | 1955–1960: 7 Gänge | 1955–1960: 7 Gänge |
| Antrieb primär / sek.  | Stirnräder / Kette | Stirnräder / Kette | Stirnräder / Kette | Stirnräder / Kette | Stirnräder / Kette | Stirnräder / Kette | Stirnräder / Kette | Stirnräder / Kette | Stirnräder / Kette | Stirnräder / Kette | Stirnräder / Kette |
| Elektrik               | | | | | | | | | | | |
| Zündung                | Magnetzündung | Magnetzündung | Magnetzündung | Magnetzündung | Magnetzündung | 1955–1960: Doppelzündspulen mit Wippschalter                                                                                         | 1955–1960: Doppelzündspulen mit Wippschalter                                                                                         | 1955–1960: Doppelzündspulen mit Wippschalter                                                                                         | 1955–1960: Doppelzündspulen mit Wippschalter                                                                                         | 1955–1960: Doppelzündspulen mit Wippschalter                                                                                         | 1955–1960: Doppelzündspulen mit Wippschalter                                                                                         |
| Spannung               | k. A. | k. A. | k. A. | k. A. | k. A. | k. A. | k. A. | k. A. | k. A. | k. A. | k. A. |
| Lichtmaschine          | k. A. | k. A. | k. A. | k. A. | k. A. | k. A. | k. A. | k. A. | k. A. | k. A. | k. A. |
| Leistung               | | | | | | | | | | | |
| Leistung               | 13 PS bei 10000/min | k. A. | 15 PS bei 10800/min | k. A. | k. A. | k. A. | 18,5 PS bei 12000/min | k. A. | k. A. | 20 PS bei 12000/min | 20 PS bei 12000/min |
| Höchstgeschwindigkeit  | k. A. | k. A. | 140 km/h | k. A. | k. A. | k. A. | 185 km/h | k. A. | k. A. | 200 km/h | 200 km/h |
| Rahmen und Maße        | | | | | | | | | | | |
| Rahmen                 | Rohr, geschlossene Doppelschleife | Rohr, geschlossene Doppelschleife | Rohr, geschlossene Doppelschleife | Rohr, geschlossene Doppelschleife | Rohr, geschlossene Doppelschleife | Rohr, geschlossene Doppelschleife | Rohr, geschlossene Doppelschleife | Rohr, geschlossene Doppelschleife | Rohr, geschlossene Doppelschleife | Rohr, geschlossene Doppelschleife | Rohr, geschlossene Doppelschleife |
| Länge                  | 1970 mm | 1970 mm | 1970 mm | 1970 mm | 1970 mm | 1970 mm | 1970 mm | 1970 mm | 1970 mm | 1970 mm | 1970 mm |
| Breite                 | 610 mm | 610 mm | 610 mm | 610 mm | 610 mm | 610 mm | 610 mm | 610 mm | 610 mm | 610 mm | 610 mm |
| Radstand               | 1235 mm | 1235 mm | 1235 mm | 1235 mm | 1235 mm | 1235 mm | 1235 mm | 1235 mm | 1235 mm | 1235 mm | 1235 mm |
| Inhalt Kraftstofftank  | 15 Liter | 15 Liter | 15 Liter | 15 Liter | 15 Liter | 15 Liter | 15 Liter | 15 Liter | 15 Liter | 15 Liter | 15 Liter |
| Inhalt Öltank          | 2,2 Liter | 2,2 Liter | 2,2 Liter | 2,2 Liter | 2,2 Liter | 2,2 Liter | 2,2 Liter | 2,2 Liter | 2,2 Liter | 2,2 Liter | 2,2 Liter |
| Gewicht (trocken)      | 78 kg | 78 kg | 76 kg | k. A. | k. A. | k. A. | 80 kg | 80 kg | 80 kg | 80 kg | 80 kg |
| Rahmen und Maße        | | | | | | | | | | | |
| Radaufhängung vorne    | Parallelogrammgabel | Parallelogrammgabel | Earles-Gabel oder Teleskopgabel | Earles-Gabel oder Teleskopgabel | Teleskopgabel | Teleskopgabel | Teleskopgabel | Teleskopgabel | Teleskopgabel | Teleskopgabel | Teleskopgabel |
| Radaufhängung hinten   | Schwinge mit Reibungsdämpfern | Schwinge mit Schraubenfedern | Schwinge mit Schraubenfedern | Schwinge mit Schraubenfedern | Schwinge mit hydraulischen Stoßdämpfern                                                                                              | Schwinge mit hydraulischen Stoßdämpfern                                                                                              | Schwinge mit hydraulischen Stoßdämpfern                                                                                              | Schwinge mit hydraulischen Stoßdämpfern                                                                                              | Schwinge mit hydraulischen Stoßdämpfern                                                                                              | Schwinge mit hydraulischen Stoßdämpfern                                                                                              | Schwinge mit hydraulischen Stoßdämpfern                                                                                              |
| Räder vorne / hinten   | Leichtmetallfelgen, Stahlspeichen anfänglich 1,75 × 21″                                                                              | Leichtmetallfelgen, Stahlspeichen anfänglich 1,75 × 21″                                                                              | Leichtmetallfelgen, Stahlspeichen anfänglich 1,75 × 21″                                                                              | Leichtmetallfelgen, Stahlspeichen anfänglich 1,75 × 21″                                                                              | Leichtmetallfelgen, Stahlspeichen anfänglich 1,75 × 21″                                                                              | Leichtmetallfelgen, Stahlspeichen anfänglich 1,75 × 21″                                                                              | Leichtmetallfelgen, Stahlspeichen anfänglich 1,75 × 21″                                                                              | Leichtmetallfelgen, Stahlspeichen anfänglich 1,75 × 21″                                                                              | Leichtmetallfelgen, Stahlspeichen anfänglich 1,75 × 21″                                                                              | Leichtmetallfelgen, Stahlspeichen anfänglich 1,75 × 21″                                                                              | Leichtmetallfelgen, Stahlspeichen anfänglich 1,75 × 21″                                                                              |
| Reifen vorne / hinten  | anfänglich 2,00 × 21″ / später: 2.50 × 19”                                                                                           | anfänglich 2,00 × 21″ / später: 2.50 × 19”                                                                                           | anfänglich 2,00 × 21″ / später: 2.50 × 19”                                                                                           | anfänglich 2,00 × 21″ / später: 2.50 × 19”                                                                                           | anfänglich 2,00 × 21″ / später: 2.50 × 19”                                                                                           | anfänglich 2,00 × 21″ / später: 2.50 × 19”                                                                                           | anfänglich 2,00 × 21″ / später: 2.50 × 19”                                                                                           | anfänglich 2,00 × 21″ / später: 2.50 × 19”                                                                                           | anfänglich 2,00 × 21″ / später: 2.50 × 19”                                                                                           | anfänglich 2,00 × 21″ / später: 2.50 × 19”                                                                                           | anfänglich 2,00 × 21″ / später: 2.50 × 19”                                                                                           |
| Bremsen vorne / hinten | zunächst seitliche Bremstrommel, später Vollnabenbremse 180 mm (v) 150 mm (h)                                                        | zunächst seitliche Bremstrommel, später Vollnabenbremse 180 mm (v) 150 mm (h)                                                        | zunächst seitliche Bremstrommel, später Vollnabenbremse 180 mm (v) 150 mm (h)                                                        | zunächst seitliche Bremstrommel, später Vollnabenbremse 180 mm (v) 150 mm (h)                                                        | zunächst seitliche Bremstrommel, später Vollnabenbremse 180 mm (v) 150 mm (h)                                                        | zunächst seitliche Bremstrommel, später Vollnabenbremse 180 mm (v) 150 mm (h)                                                        | zunächst seitliche Bremstrommel, später Vollnabenbremse 180 mm (v) 150 mm (h)                                                        | zunächst seitliche Bremstrommel, später Vollnabenbremse 180 mm (v) 150 mm (h)                                                        | zunächst seitliche Bremstrommel, später Vollnabenbremse 180 mm (v) 150 mm (h)                                                        | zunächst seitliche Bremstrommel, später Vollnabenbremse 180 mm (v) 150 mm (h)                                                        | zunächst seitliche Bremstrommel, später Vollnabenbremse 180 mm (v) 150 mm (h)                                                        |

Quellen:

## Sportliche Erfolge (Übersicht)

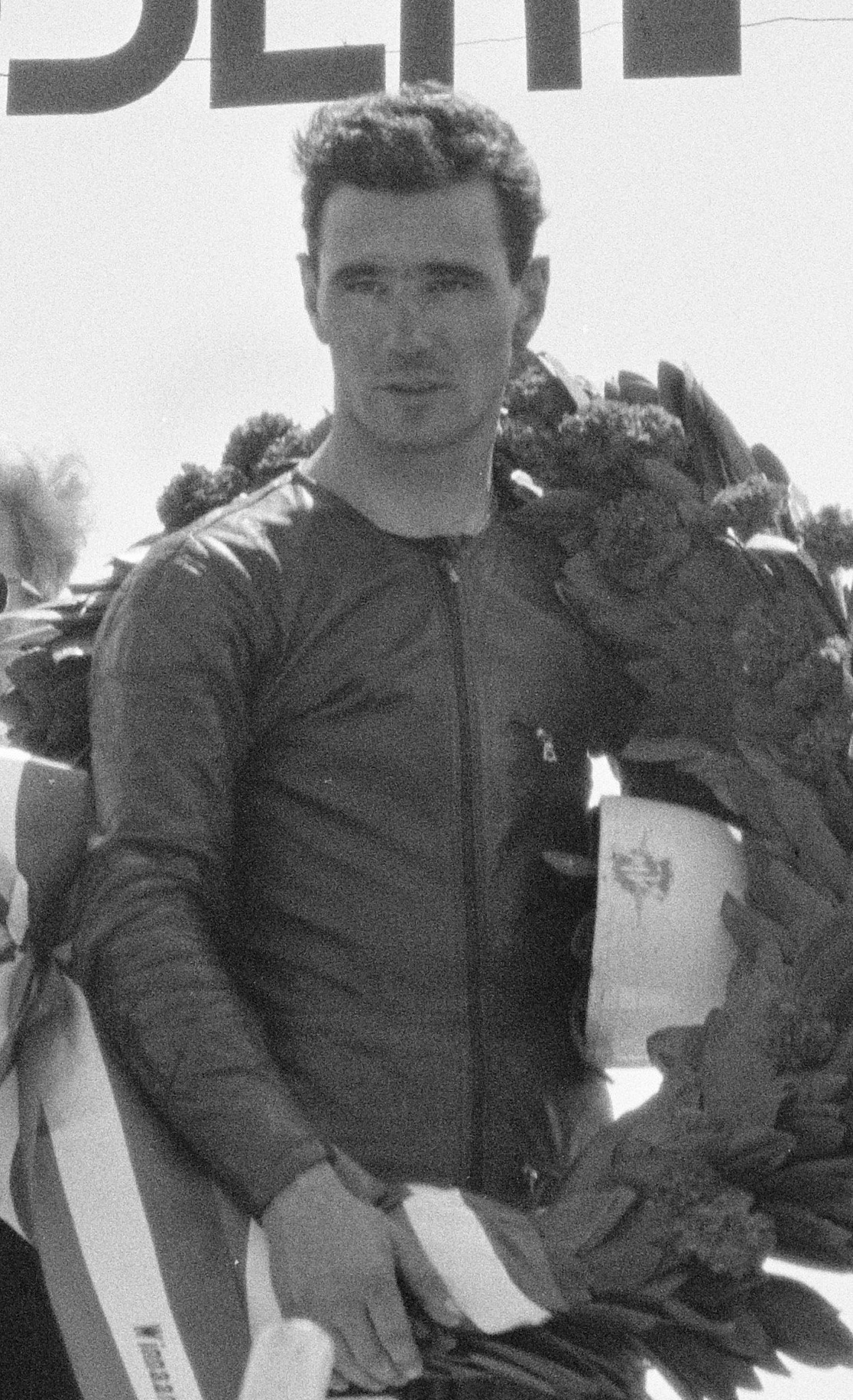
Carlo Ubbiali: wohl kein anderer Name ist so eng mit den Erfolgen der 125er Bi verbunden (Assen 1960)

Die MV Agusta 125 Bialbero debütierte am 8. Juli 1950 beim Großen Preis von Holland mit Franco Bertoni und Renato Magi. Die Bialbero ist das erste Motorrad aus Cascina Costa, dem damaligen Fabrik-Standort, mit dem ein Weltmeistertitel (1952) gewonnen wurde. Der Motor wurde auch in der Klasse „Motorino“ (Roller) eingesetzt.
Insgesamt wurden mit den verschiedenen Versionen der 125 Bialbero zwischen 1950 und 1960 etliche Erfolge erreicht:
- 34 Grand-Prix-Siege
- 6 Fahrerweltmeisterschaften mit Cecil Sandford (1952) und Carlo Ubbiali (1955 / 1956 / 1958 / 1959 / 1960)
- 7 Herstellerweltmeisterschaften (1952 / 1953 / 1955 / 1956 / 1958 / 1959 / 1960)
- 4 italienische Meisterschaften (Carlo Ubbiali, Bruno Spaggiari)
- 10 nationale Meisterschaften (außerhalb Italiens)
- 2 italienische „Motorino“ (Roller-)Meisterschaften (nur Motor) mit Angelo Copeta und Giovanni Degli Antoni
- 1 mal das Langstreckenrennen Milano–Taranto mit Guido Sala